# Titularbistum Opus
Opus (ital.: Opo) ist ein Titularbistum der römisch-katholischen Kirche. 
Es geht zurück auf ein früheres Bistum der antiken Stadt Opus in der Landschaft Elis auf der Halbinsel Peloponnes in Griechenland, das der Kirchenprovinz Athen zugeordnet war.
| Titularerzbischöfe von Opus |                         |                                                    |               |                 |
| Nr.                         | Name                    | Amt                                                | von           | bis             |
| 1                           | John Henry King         | Weihbischof in Portsmouth (Vereinigtes Königreich) | 28. Mai 1938  | 4. Juni 1941    |
| 2                           | Lawrence Patrick Whelan | Weihbischof in Montréal (Kanada)                   | 28. Juni 1941 | 4. Oktober 1980 |